# 秋田市立勝平中学校
秋田市立勝平中学校（あきたしりつかつひらちゅうがっこう）は秋田県秋田市勝平地区にある市立中学校。略称は「勝中（かっちゅう）」。

## 学校概要

### 所在地
- 秋田県秋田市新屋北浜町13番1号

## 沿革
- 1987年（昭和62年） 
  - 4月1日 - この年まで勝平地区の中学生（概ね、秋田市立勝平小学校の通学区）は現在の隣接学区の秋田市立秋田西中学校に通っていたが、地域住民の声もあり、秋田市立秋田西中学校と分離する形で開校した。校章制定、校旗樹立
  - 4月4日 - 開校式挙行。
  - 11月7日 - 校舎落成記念式典挙行。
- 1988年（昭和63年）11月2日 - 開校記念日制定。
- 1996年（平成8年）
  - 7月11日 -武道場開き
  - 10月30日 - 創立10周年記念式典像「誇りあれ」除幕式
- 2007年（平成19年）
  - 4月1日 - 秋田市立勝平中学校千秋分校が開校。
  - 11月2日 - 創立20周年記念式典挙行。
- 2016年（平成28年）11月5日 - 創立30周年記念式典挙行[1]。

## 特徴
- 校歌が合唱曲である。第2校歌とも言われる「勝平の風」も合唱曲。
- 校歌の完成直前に作詞家の吉田朗と学校側で歌詞の調整が計られ、急遽歌詞の一部が変更になった。
- あいさつ、拍手、歌声の響く元気な学校を目指しており、その3つを勝中ブランドと呼ばれている。また、地域にも勝中ブランドを広める為、勝平ブランドと改名した。第20期の生徒会スローガンには「輝け勝中ブランド〜積極的なあいさつ・拍手・歌声〜」というように表された。
- R6年度から、「わたしたちの心得」が改定された。
- R6年度から、新制服が採用された。
- 女子制服（セーラー服）は校章入りのネクタイ着用が義務付けられていたが、新制服の採用により、セーラー服そのものが廃止された。

## 学校オリジナルキャラクター

### 勝平中イメージキャラクター
- MASARU (まさる)
- スーパーMASARU (すーぱーまさる)

### 勝平ブランドキャラクター
- あいたろう
- ソルテ (そるて)
- 拍丸 (はくまる)

## 新制服
- R6年度から採用された。
- 落ち着いたブレザースタイルに、勝平中学校のスクールカラーであるオレンジを取り入れたデザインになっている。
- アクセントカラーとして随所にブルーを採用している。
- 多様性の配慮と経済性を意識した男女兼用ブレザーを採用している。

### ブレザー
前合わせが左右変更可能な男女兼用ブレザーを採用。
生地はニット素材で生徒の窮屈感を軽減している。ネームラベルには勝平中学校イメージキャラクターである「MASARU」施している。

### シャツ
グッドデザイン賞2019を受賞したカンコーインフィニスタニットシャツを採用している。
ニットシャツでありながら、見た目はスクールシャツ（普通の織物のシャツ）に近く、着心地と見た目のフォーマル性を維持している。
左肩には「K」の刺繍を施し、学校らしさを演出している。

### ネクタイ・リボン
スクールカラーのオレンジを取り入れながら、落ち着いた雰囲気を保ったデザインになっている。
アクセントカラーのブルーがオレンジを引き立ている。

### ニットセーター・ベスト
自分自身で体温調節ができるように、2種類のニットを採用している。
胸元には「K」の刺繍が施されている

### 参考
秋田市立勝平中学校　新制服発表ファッションショーを開催　新制服のブレザーエンブレムは生徒デザイン　男女兼用ブレザーで多様性配慮やおさがりも可能

## 校舎
- 昭和62年に建築された。
- 秋田杉を使用。
- コモンスペース
  - 1階 - 勝中資料館 勝平地区の資料を展示。
  - 2階 - 勝中美術館 勝平地区出身の美術家の作品を展示。
- プラザセンターと言われる中庭的スペースがある。

## 授業
- 50分授業を基本にし、45分授業を実施することがある。
- ノーチャイムを実施している。

## 生徒会活動
- 生徒会執行部
- 評議委員会（R6年度に生活委員会と統合）
- 図書学習委員会
- 保健環境委員会
- 給食委員会
- 選挙管理委員会
- けやき編集委員会

## 行事
- 入学式
- 体育祭
- 勝中祭（合唱コンクール（1日目）、文化祭（2日目））
- 修学旅行
- 三年生を励ます会
- 卒業式

## 部活動
- 運動部
  - 野球部
  - サッカー部（男子）
  - 卓球部（男子）
  - 剣道部（男子、女子）
  - 柔道部（男子、女子）[2]
  - 相撲部（現在は廃止）
  - 男子バスケットボール部
  - 女子バスケットボール部
  - バレーボール部（女子）
  - ソフトボール部（女子）
  - ソフトテニス部（女子）
  - ゴルフ・スキー（現在は廃止）
- 文化部
  - 美術部（男子、女子）
  - 吹奏楽部（男子、女子）
    - 2013年から2015年まで3年連続で全日本吹奏楽コンクール東北大会に出場し、銀賞受賞。
    - 2021年、全日本アンサンブルコンテストにて打楽器三重奏が銀賞を受賞した。
    - マーチングにも出場。
    - 2024年、第24回東日本学校吹奏楽大会に初出場を果たし、金賞を受賞した。

- 開校当時はグラウンド、柔道場、プールがなかったため、野球部・ソフトボール部・サッカー部は近隣のグラウンドを借り、柔道部は体育用具室から畳を出し入れして体育館で練習するなど、部によっては練習場所を求めて奔走していた。
- 部活動への加入は任意である。

## 生徒数・学級数
| 年度                      | 男子 | 女子 | 計  | 増減 | 学級数 | 増減 | 備考                    | 出典   |
| ------------------------- | ---- | ---- | --- | ---- | ------ | ---- | ----------------------- | ------ |
| 1987（昭和62）年度        | 不明 | 不明 | 620 |      | 不明   | 不明 | 開校                    | [ 3 ]  |
| 2003（平成15）年度        | 201  | 196  | 397 | -223 | 12     |      |                         | [ 4 ]  |
| 2004（平成16）年度        | 180  | 190  | 370 | -27  | 12     | 0    |                         | [ 5 ]  |
| 2005（平成17）年度        | 183  | 173  | 356 | -14  | 11     | -1   |                         | [ 6 ]  |
| 2006（平成18）年度        | 198  | 160  | 358 | +2   | 11     | 0    |                         | [ 7 ]  |
| 2007（平成19）年度        | 210  | 147  | 357 | -1   | 12     | +1   | 創立20周年 千秋分校開校 | [ 8 ]  |
| 2008（平成20）年度        | 223  | 145  | 368 | +11  | 13     | +1   |                         | [ 9 ]  |
| 2009（平成21）年度        | 210  | 165  | 375 | +7   | 13     | 0    |                         | [ 10 ] |
| 2010（平成22）年度        | 200  | 168  | 368 | -7   | 13     | 0    |                         | [ 11 ] |
| 2011（平成23）年度        | 187  | 182  | 369 | +1   | 13     | 0    |                         | [ 12 ] |
| 2012（平成24）年度        | 190  | 177  | 367 | -2   | 13     | 0    |                         | [ 13 ] |
| 2013（平成25）年度        | 192  | 188  | 380 | +13  | 14     | +1   |                         | [ 14 ] |
| 2014（平成26）年度        | 212  | 168  | 380 | 0    | 16     | +2   |                         | [ 15 ] |
| 2015（平成27）年度        | 205  | 186  | 391 | +11  | 17     | +1   |                         | [ 16 ] |
| 2016（平成28）年度        | 194  | 174  | 368 | -23  | 16     | -1   |                         | [ 17 ] |
| 2017（平成29）年度        | 169  | 176  | 345 | -23  | 15     | -1   | 創立30周年              | [ 18 ] |
| 2018（平成30）年度        | 161  | 147  | 308 | -37  | 14     | -1   |                         | [ 19 ] |
| 2019（平成31/令和元）年度 | 164  | 135  | 299 | -9   | 12     | -1   |                         | [ 20 ] |
| 2020（令和2）年度         | 161  | 149  | 310 | +11  | 13     | +1   |                         | [ 21 ] |
| 2021（令和3）年度         | 160  | 152  | 312 | +2   | 12     | -1   |                         | [ 22 ] |
| 2022（令和4）年度         | 149  | 159  | 308 | -4   | 13     | +1   |                         | [ 23 ] |
| 2023（令和5）年度         | 138  | 145  | 283 | -25  | 11     | -2   |                         | [ 24 ] |
| 2024（令和6）年度         | 146  | 140  | 286 | +3   | 11     | 0    |                         | [ 25 ] |
| 2025（令和7）年度         | 138  | 134  | 272 | -14  | 11     | 0    |                         | [ 26 ] |

## 著名な出身者
- 桜庭みさお (ローカルタレント)[27]
- Joelle (シンガーソングライター)
- 笹原友希 (スケルトン選手)

## 千秋分校

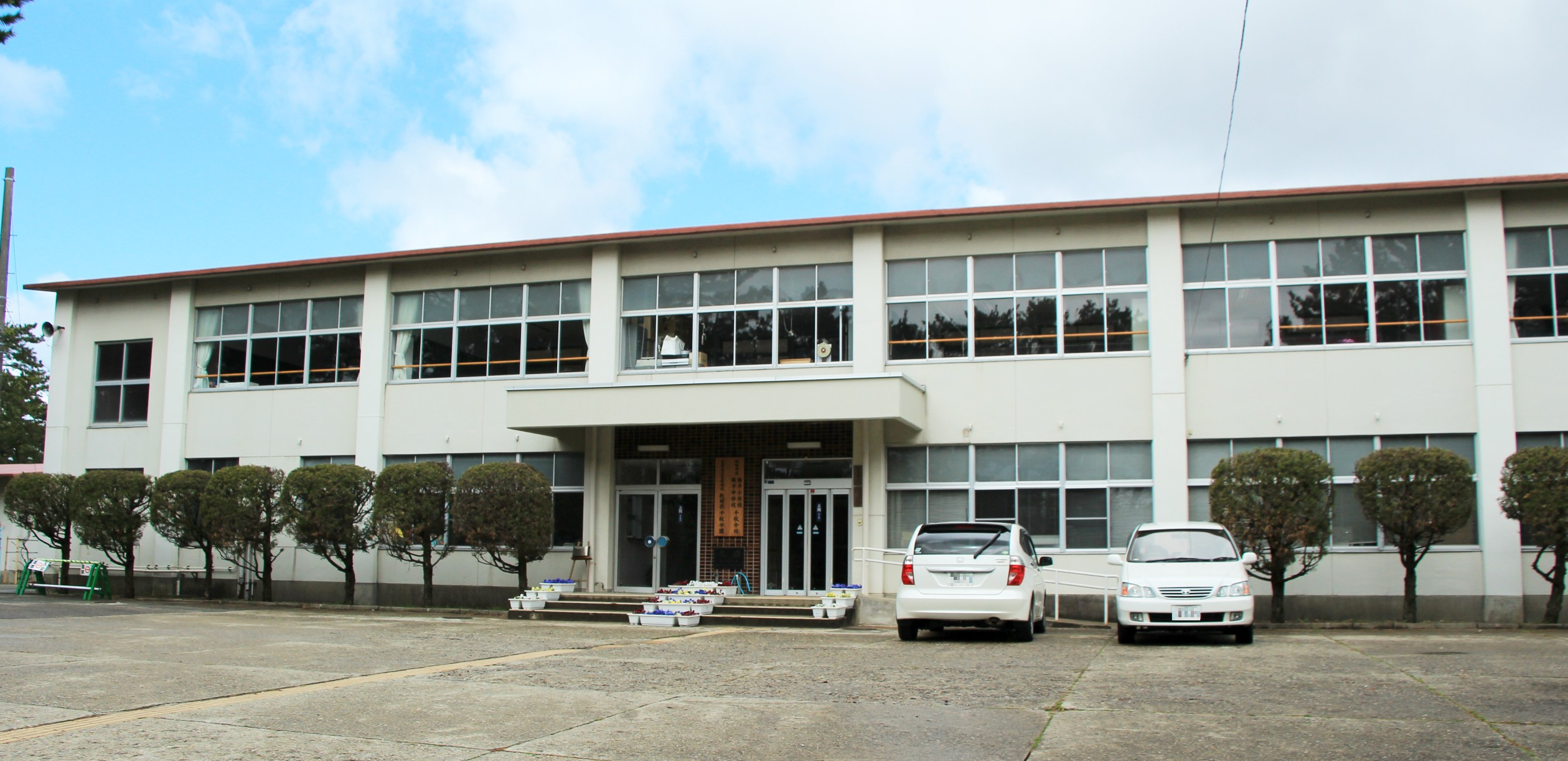
千秋分校のある秋田県千秋学園

- 所在地:秋田県秋田市新屋下川原町1番2号秋田県千秋学園内
- 2007年4月1日開校。
- 勝平中学校開校以前から同地域に、県立の児童自立支援施設・秋田県千秋学園として存在していたが、より良い学習指導と義務教育への参加を容易なものとするため、秋田県千秋学園内に秋田市立勝平中学校の分校として開校した。同時に、秋田市立勝平小学校の分校も開設されている。
- 分校ではあるが同中学校との直接的な交流はない上、地理的にも距離が離れている。